# Caterham Cars
La Caterham è una piccola casa automobilistica inglese che produce automobili sportive.

## Storia

### Le origini e la gestione Nearn

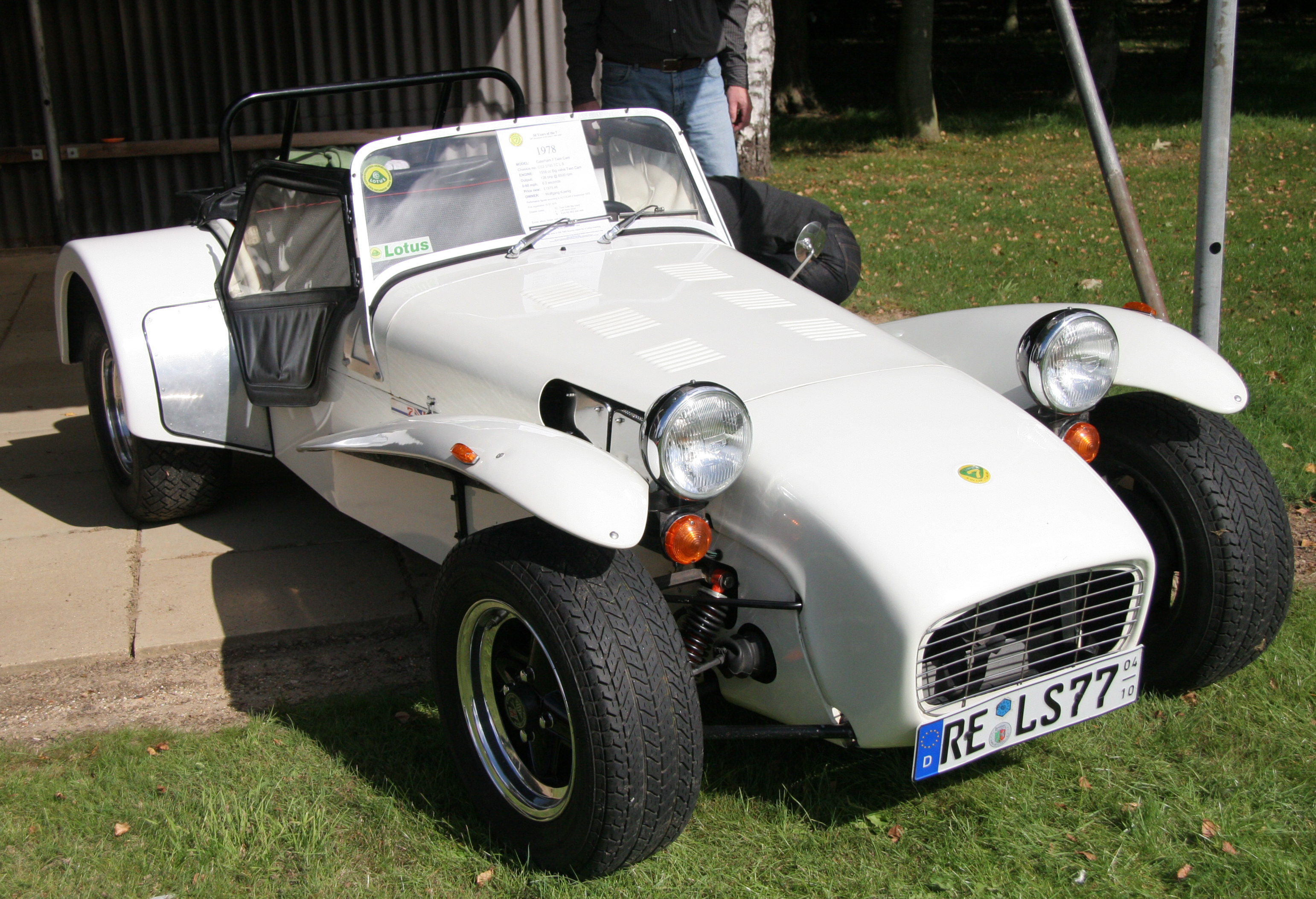
Una delle prime Seven a marchio Caterham (1978).

L'azienda nacque nel 1957 ad opera di Graham Nearn come concessionaria ufficiale Lotus. Quando la produzione della Seven da parte di quest'ultima cessò, la Caterham acquistò tutti i diritti sul modello. Nasceva così la Caterham Seven, che la casa ha sviluppato nel corso degli anni con varie migliorie tecniche.
Nel 1986 venne inaugurato il trofeo monomarca Caterham Championship. L'anno successivo la produzione venne trasferita nella nuova fabbrica di Dartford, nei pressi di Londra.
Nel 1994 vi fu un primo tentativo di ampliare la gamma con il debutto della 21, che conservava la meccanica e il telaio della Seven, ma era dotata di una carrozzeria più "convenzionale".
Nel 2005 la famiglia Nearn, proprietaria dell'azienda fin dalla fondazione, decise di venderla ad un fondo di investimento capeggiato dall'ex direttore Lotus, Ansar Ali.

### L'era Fernandes
L'azienda passò nuovamente di mano alcuni anni dopo: il 27 aprile 2011, infatti, venne annunciato l'acquisto del costruttore britannico da parte del Team Lotus, scuderia di Formula 1 di proprietà di Tony Fernandes. Il logo  Caterham comparve, dunque, nel corso del 2011, sulle vetture del Team Air Asia di GP2 e su quelle del Team Lotus di Formula 1, che dal dicembre 2011 prese il nome da questa azienda, diventando Caterham F1 Team. Allo stesso modo, il Team Air Asia prese dapprima il nome di Caterham Team Air Asia, per raggiungere in seguito la denominazione di Caterham Racing.
Il 5 novembre 2012 venne ufficializzato un accordo fra Caterham Cars e Renault per la produzione di una serie di modelli sportivi sia a marchio Caterham che a marchio Alpine. Contestualmente venne creata una nuova società compartecipata egualmente dai due marchi.
Nel 2011 è stato presentato il prototipo SP/300.R, prodotto in collaborazione con la Lola Racing Cars e che non ha avuto seguito, mentre nel 2013 è stato presentato un nuovo prototipo denominato Caterham AeroSeven Concept per un possibile rinnovo della gamma di mezzi prodotti dalla casa britannica.

## Motorsport
Una delle attività principali di Caterham è l'organizzazione dei campionati monomarca che vedono protagoniste le sue vetture. Questi campionati sono particolari in quanto sono dedicati solo a chi non abbia esperienza agonistica e in quanto vietano qualsiasi modifica alle auto o intervento di meccanici, al fine di far emergere l'abilità dei piloti. Secondo la casa attualmente vi sono circa mille piloti impegnati nei campionati Caterham nel mondo.